# Épurge urticante
Cnidoscolus urens var. stimulosus
Variété
Classification phylogénétique
L'épurge urticante (Cnidoscolus urens var. stimulosus) est une variété de plantes à fleurs de la famille des Euphorbiaceae et de l'espèce Cnidoscolus urens. On la trouve dans les forêts de pins et de chênes du sud-est des États-Unis. Elle pousse en sol plutôt sablonneux. La plante, herbacée et vivace, est couverte de poils urticants. Elle peut atteindre un mètre de hauteur.

## Synonymes
- Jatropha stimulosa Michx.
- Cnidoscolus stimulosus (Michx.) Engelm. & A.Gray